# 方向—社會民主黨
方向—社會民主黨，簡稱方向黨，是斯洛伐克的左翼民族主義和左翼保守主義政黨。領導人為斯洛伐克總理羅伯特·菲佐。該黨自視為社會民主主義，並被描述為「左翼經濟政策與民族主義訴求的結合體」。

## 歷史

### 早期
該黨最初名為方向，是1999年從民主左翼党分裂而來。在當時極受歡迎的政治人物菲喬領導下，很快就超越民主左翼党。而前身為斯洛伐克共產黨的執政黨民主左翼党的支持率則不斷下滑。2003年，该党更名為方向（第三條道路）。2004年，擁有25席的方向－社會民主黨為議會第三大黨。2005年1月1日，民主左翼党、社会民主替代和斯洛伐克社会民主党并入该党，遂改名为“方向—社会民主党”。

### 首次执政
在2006年斯洛伐克議會選舉中，方向—社會民主黨得票率達29.1%，囊獲50席。之後，方向黨與人民党—争取民主斯洛伐克运动、極右派民族主義政黨斯洛伐克民族黨組成執政聯盟。因此，2006年方向黨遭歐洲社會黨暫時停權。歐洲社會黨認為斯洛伐克民族黨為「煽動或企圖挑起種族或民族偏見與種族仇恨的政黨」。歐洲社會黨主席波爾·尼魯普·拉斯穆森表示「我們大多數成員堅持著我們的價值觀，與極端右派組成聯盟無法接受」。2008年撤銷處分。

2005年—2019年使用的政黨標誌, 政黨標誌顏色可能結合紅色、橙色、綠色的版本共用。

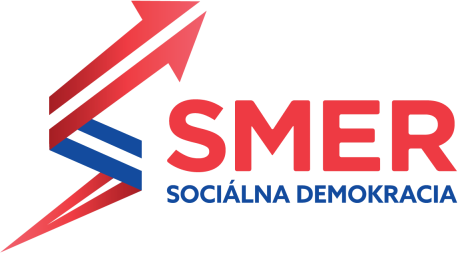
2019年—2021年使用的政黨標誌

雖然方向－社會民主黨在2010年斯洛伐克议会选举中繼續蟬聯第一大黨寶座，取得62席，並領先第二大黨保守派的斯洛伐克民主與基督教聯盟－民主黨，但他們因失去執政夥伴而未能組閣。人民黨–民主斯洛伐克運動未能跨越5%門檻，而斯洛伐克民族黨滑落至9席。因此，四個中間偏右反對黨－斯洛伐克民主與基督教聯盟－民主黨、自由與團結黨、基督教民主運動、橋黨籌組新政府。
2012年斯洛伐克議會選舉，3月12日，方向－社會民主黨以83席取得絕對多數地位，獲得44.4%的選票，成為國民議會第一大黨，並拿下絕對多數的83席席次（全部150席），實現組建自1993年以來的首個單一執政黨執政的政府。
2014年4月，方向－社會民主黨總統候選人菲喬在第二輪投票敗給獲右派支持的獨立候選人。
2016年斯洛伐克議會選舉，方向－社會民主黨議席减至49席，仍為国民议会第一大黨。最終方向—社會民主黨與三個右派政黨組成聯合政府，聯合政府在國會150席中有85席。而後因為連線黨解散的關係所以在國會的席次降低至79席。
2023年斯洛伐克国民议会选举中，在罗伯特·菲佐带领下，方向—社会民主党赢得胜利，得票率为22.94%；由于未能取得半数以上席位，方向党需要与其他政党组成联合内阁。

## 選舉結果

### 國民議會
| 時間 | 領導            | 得票數      | 得票率  | 席位     | 名次 | 是否執政 |
| ---- | --------------- | ----------- | ------- | -------- | ---- | -------- |
| 2002 | 羅伯特·菲佐     | 387,100     | 13.46   | 25 / 150 | 第3  | 否       |
| 2006 | 羅伯特·菲佐     | 671,185 ▲   | 29.14 ▲ | 50 / 150 | 第1▲ | 是       |
| 2010 | 羅伯特·菲佐     | 880,111 ▲   | 34.79 ▲ | 62 / 150 | 第1  | 否       |
| 2012 | 羅伯特·菲佐     | 1,134,180 ▲ | 44.41 ▲ | 83 / 150 | 第1  | 是       |
| 2016 | 羅伯特·菲佐     | 737,481 ▼   | 28.28 ▼ | 49 / 150 | 第1  | 是       |
| 2020 | 彼得·佩萊格里尼 | 527,172 ▼   | 18.29 ▼ | 38 / 150 | 第2▼ | 否       |
| 2023 | 罗伯特·菲佐     | 681,017 ▲   | 22.95 ▲ | 42 / 150 | 第1▲ | 是       |

### 總統選舉
| 時間 | 候選人            | 第一輪  | 第一輪 | 第一輪     | 第二輪    | 第二輪 | 第二輪   |
| 時間 | 候選人            | 得票數  | 得票率 | 結果       | 得票數    | 得票率 | 結果     |
| ---- | ----------------- | ------- | ------ | ---------- | --------- | ------ | -------- |
| 2004 | 伊萬·蓋斯巴洛維奇 | 442,564 | 22.28  | 晉級第二輪 | 1,079,592 | 59.91  | 當選     |
| 2009 | 伊萬·蓋斯巴洛維奇 | 876,061 | 46.71  | 晉級第二輪 | 1,234,787 | 55.53  | 當選     |
| 2014 | 羅伯特·菲佐       | 531,919 | 28.00  | 晉級第二輪 | 893,841   | 40.61  | 未能當選 |

### 歐洲議會
| 時間 | 得票數    | 得票率  | 席位   | 名次  |
| ---- | --------- | ------- | ------ | ----- |
| 2004 | 118,535   | 16.89   | 3 / 14 | 第3   |
| 2009 | 264,722 ▲ | 32.01 ▲ | 5 / 13 | 第1 ▲ |
| 2014 | 135,189 ▼ | 24.09 ▼ | 4 / 13 | 第1   |
| 2019 | 154,996 ▲ | 15.72 ▼ | 3 / 14 | 第2 ▼ |

## 外部連結
- （斯洛伐克文） 官方網站